# Protanancus
Protanancus es un género extinto de proboscídeos de la familia Amebelodontidae que vivieron en el Mioceno Medio de África y Eurasia. Tenía trompa y colmillos, y era de un tamaño similar a los elefantes asiáticos actuales.